# Williamsburg Inn
Le Williamsburg Inn est un hôtel américain situé à Williamsburg, en Virginie. Construit en 1937, cet établissement est inscrit au Virginia Landmarks Register depuis le 19 mars 1997 et au Registre national des lieux historiques depuis le 4 juin 1997. Il est membre des Historic Hotels of America depuis 1994.